# Krollilja
Krollilja (Lilium martagon) är en växtart i familjen liljeväxter (Liliaceae) som förekommer naturligt från södra, centrala och östra Europa till nordvästra Turkiet, Kaukasus, västra Kina, Mongoliet och Sibirien. Den växer i gräsmarker och öppna skogar, vanligen i halvskugga, till 2 300 meter över havet.
Krolliljan är en flerårig ört med lök. Löken är äggrund till rund, cirka 15 cm i diameter, lökfjällen är gula. Stjälkarna blir 60–120 (–180) cm höga, de är gröna eller i olika grad tonade i mörkt purpur. Bladen sitter i kransar på mitten av stjälken om 5–20 eller fler, endast i sällsynta fall sitter de strödda. De är lansettlika och 10–15 cm långa. Blommorna sitter ibland ensamma, men oftast 2–5 i en klase. I odling kan de bli upp till 2 eller fler. De är nickande, glänsande och har en obehaglig doft. Hyllebladen är starkt tillbakarullade och förekommer i alla färger från vitt till rosa, mörkt röd eller purpur. De är ofta prickiga med bruna eller purpur prickar, 3–5 cm långa. Ståndarsträngarna är grädd- till grönvita, ståndarknapparna är röda eller gula har gult eller orange pollen. Frukten är en kapsel, 2,5–3,5 cm lång. Arten blommar i juni–augusti.

## Underarter
Två underarter kan urskiljas:
- subsp. martagon – har kala blad och hylleblad. Återfinns i större delen av utbredningsområdet.

- subsp. pilosiusculum – har något håriga stjälkar och blad och de prickigt purpurröda hyllebladens utsida har långa, vita krulliga hår. Den förekommer i Sibirien, Mongoliet och västra Kina.

Krollilja är mycket mångformig och ett stort antal typer har fått vetenskapliga namn. Dessa ingår dock i normalvariationen för arten och är svåra att botaniskt definiera. Namnen används dock ofta eftersom de olika typerna är intressanta för trädgårdsodling. Det är troligen bättre att betrakta dem som sorter.
- Vit krollilja ("var. albiflorum") – har vita blommor med karminrosa prickar.

- "var. album" – har rent vita blommor.

- "var. alternifolium" – har strödda blad, ej i kransar.

- Brun krollilja ("var. cattaniae, var. dalmaticum") – starkväxande med vinröda blommor som saknar prickar. Från Kroatien.

- "var. caucasicum" – har håriga knoppar och hylleblad som inte rullar sig bakåt. Från Kaukasus.

- "var. daugavia" – blir upp till två meter, stjälkarna har korta hår, hyllebladen är purpurröda med röda hår på utsidan. Från Lettland.

- "var. hirsutum" – bladundersidorna och hyllebladens utsida har korta hår.

- "var. sanguinopurpureum" –  har mörkt kastanjebruna blommor. Från Balkan.

## Sorter

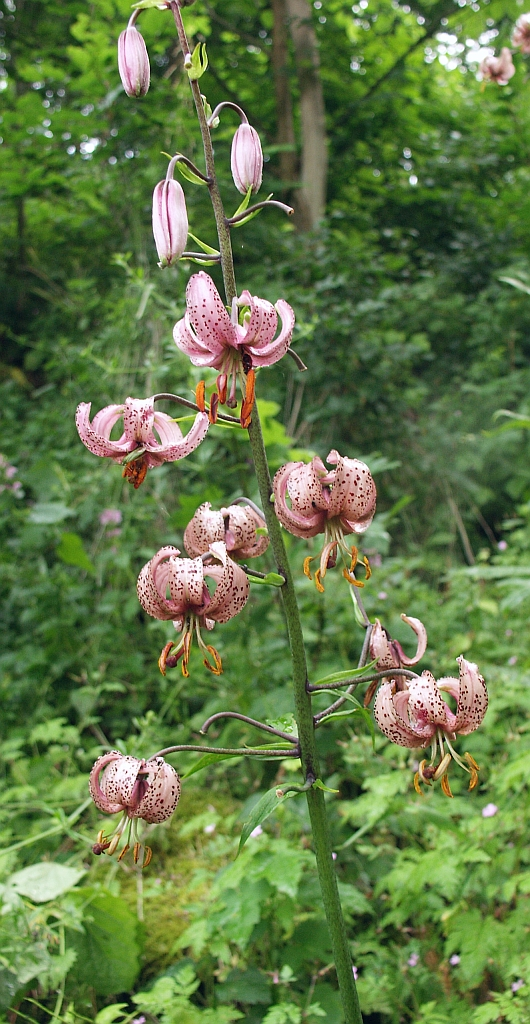

- 'Blush' (W.G.Knox Finley, ca. 1959) – har vita knoppar som blir rosa innan de öppnas till en purpurröd blomma.

- 'Brixworth' (O.E.P.Wyatt, ca. 1960) – klart rosa blommor.

- 'Gleam' (W.G.Knox Finley, ca. 1959) – blommorna är blodröda med svarta prickar, knopparna är blekt rosa.

- 'Glisten' (W.G.Knox Finley, ca. 1959)

- 'Harzmärchen' (C. Wittneben, ca. 1960.) – blommorna är rent vita med rosa prickar, hyllebladens utsida har röda band.

- 'High and Low' (W.G.Knox Finley, ca. 1959)

- 'Inshriach Ivory' (Jack Drake, 1968) – 150cm. Gräddvita blommor med blekt grönt öga. Bladen sitter i kransar.

- 'Inshriach Rose' (Jack Drake, 1968) – 150cm. Hyllebladen är starkt tillbakarullade, rosaröda. Bladen sitter i kransar.

- 'Netherhall Pink' (T.Clark 1991) – 90 cm. Fylldblommig. Hyllebladens insida är blekt purpurrosa med få mörka prickar vid basen. Utsidan är purpur med mörkare bas och mittnerv.

- 'Netherhall White' (T.Clark 1991) – 90 cm. Fylldblommig. Hyllebladen är vita med grön bas och gul fläck vid utsidans spets.

- 'Oblácek' (Mi ulka I 1991) – 105 cm. Hyllebladens insida är vita med en smal, blekt olivgrön tunga och gulgrön bas. Utsidan har grön bas.

- 'Plenum' (R.Weston 1752) – är fylldblommig. Påträffad i Schweiz.

- 'Townhill Variety' (Constable 1941) – har vinröda blommor.

- 'Wood Nymph' (G.Weld, före 1901).

## Hybrider
Hybriden med fläcklilja (L. hansonii) har fått namnet mandarinlilja (L. ×dalhansonii).

### Webbkällor
- Den virtuella floran

- Hohenegger, M. ”The Genus Lilium -Lilium martagon”. http://www.the-genus-lilium.com/martagon.htm. Läst 25 juli 2009.
- Wikimedia Commons har media som rör Krollilja.